# Кефис
Кефис (на гръцки: Κήφισος) в древногръцката митология е речен бог. Син на Океан и Тетия. Брат на 3-те хиляди океаниди и 3-те хиляди речни богове. Според „Метаморфози“ на Овидий е баща на Нарцис.
По него е наречена река Кефисос.